# Фолькмар Шварцкопфф
Фолькмар Шварцкопфф (нім. Volkmar Schwartzkopff; 25 квітня 1914, Галле — 30 жовтня 1942, Атлантичний океан) — німецький офіцер-підводник, капітан-лейтенант крігсмаріне.

## Біографія
8 квітня 1934 року вступив на флот. З березня 1939 року — дивізійний офіцер на есмінці «Карл Гальстер». В квітні-жовтні 1940 року пройшов курс підводника. З 5 грудня 1940 по вересень 1941 року — 1-й вахтовий офіцер на підводному човні U-109. В листопаді-грудні 1941 року пройшов курс командира човна. З грудня 1941 по березень 1942 року — офіцер зв'язку при командувачі підводним флотом. З 19 травня 1942 року — командир U-520. 3 жовтня вийшов у свій перший і останній похід. 30 жовтня U-520 був потоплений в Північній Атлантиці східніше Ньюфаундленда (47°47′ пн. ш. 49°50′ зх. д.) глибинними бомбами канадського бомбардувальника «Боло». Всі 53 члени екіпажу загинули.

## Звання
- Кандидат в офіцери (8 квітня 1934)
- Морський кадет (26 вересня 1934)
- Фенріх-цур-зее (1 липня 1935)
- Оберфенріх-цур-зее (1 січня 1937)
- Лейтенант-цур-зее (1 квітня 1937)
- Оберлейтенант-цур-зее (1 квітня 1939)
- Капітан-лейтенант (1 лютого 1942)

## Нагороди
- Медаль «За вислугу років у Вермахті» 4-го класу (4 роки)
- Залізний хрест 2-го класу (15 грудня 1939)
- Нагрудний знак есмінця (19 жовтня 1940)
- Нагрудний знак підводника (18 серпня 1941)